# Саймон Єйтс
Саймон Єйтс (народився 1963 року) — англійський альпініст. Сам він називає себе «шукачем пригод». Єйтс широко відомий як один з двох британських альпіністів, які вперше зійшли на раніше не сходжену західну стіну Сіула-Ѓранде в гірському масиві Хуайхуаш у перуанських Андах у 1985 році. Він і Джо Сімпсон здійснили складне сходження, часом витримуючи екстремальні погодні умови. Згодом вони пережили драматичну серію подій під час спуску. Сімпсон описав цю історію в книзі «Дотик до порожнечі», яка пізніше була екранізована.

## Кар'єра
Разом із Сімпсоном Єйтс піднявся на Сіула-Ѓранде (6 344 метри) у 1985 році через досі неприступну Західну стіну[]. Сходження було важким і проходило в складних погодних умовах, часом у хуртовину. Альпіністи почали свій спуск через Північний хребет вершини, який виявився складнішим, ніж вони сподівалися. Невдовзі після того, як пара залишила вершину, Єйтс зірвався з карниза і полетів вниз з висоти 1 400 м, яку вони щойно подолали, але його падіння вдалося зупинити за допомогою альпіністських мотузок. Після бівуаку високо на вершині пара продовжила спуск наступного ранку, але Сімпсон впав з крижаної скелі на північному гребені гори, зламавши праву ногу і п'яту. Щоб продовжити спуск, Єйтс використовував дві зв'язані разом мотузки (загальною довжиною 91 м), щоб спустити Сімпсона з гори поетапно в погіршених погодних умовах. У такий спосіб Єйтс спустив Сімпсона на 910 м і відчув, що вони відновлюють контроль над ситуацією, попри шторм, що посилювався. Однак, хоча пара майже спустилася до відносної безпечної ділянки льодовика, Сімпсон перевалився через невидимий край скелі під час спуску, що означало, що він висів вільно, і лише Єйтс тримав його за мотузку, щоб запобігти падінню. Сімпсон не зміг зняти свою вагу з мотузки, а Єйтс не міг спускати його далі. Обидва альпіністи застрягли в такому положенні на тривалий час (за оцінками Єйтса, понад півтори години), протягом якого вага Сімпсона на мотузці стягувала Єйтса з його незастрахованої позиції на висоті 46 м над Сімпсоном і на невідомій додатковій відстані над льодовиком. Щоб не зірватися з гори на майже неминучу смерть, Єйтс перерізав мотузку. Сімпсон впав приблизно з висоти 15 м у розколину, а потім ще на якусь відстань — на виступ у розколині. Єйтс викопав снігову нору на схилі за своєю позицією і провів там решту ночі. Наступного ранку Єйтс завершив свій спуск до льодовика і, не знайшовши Сімпсона, вирішив, що його товариш, мабуть, загинув, і повернувся в базовий табір того ж дня. Однак Сімпсон вижив після падіння, зміг піднятися і виповзти з розколини та добрався до базового табору через чотири дні.
Зусилля Єйтса значною мірою сприяли порятунку життя Сімпсона, хоча наприкінці рятувальних робіт він вирішив перерізати мотузку, щоб запобігти смертельному падінню. Спочатку Єйтса критикували за те, що він перерізав мотузку, люди, які не знали всіх фактів щодо його порятунку Сімпсона. Сімпсон завжди гаряче захищав дії Єйтса, кажучи, що зробив би так само, якби помінявся ролями, і що його початковою мотивацією для написання «Дотику до порожнечі» було викласти всі обставини у відповідь на необґрунтовану критику на адресу Єйтса.
Єйтс зауважив, що після переїзду з Шеффілда він «майже не бачився з Джо (Сімпсоном) протягом дев'яти років», поки вони не поїхали до Перу знімати сцени для документального фільму «Торкаючись порожнечі». Пізніше він сказав, що Сімпсон став «людиною, з якою він не міг спілкуватися», і що «напарники по альпінізму — це як колеги по роботі. Деякі колеги по роботі стають друзями, деякі — знайомими, а деякі люди, з якими ти працюєш, — ну, ти скоріше хотів би, щоб цього не було».
Одразу після повернення зі сходження на Сіула-Ѓранде Єйтс вирушив у Європейські Альпи та піднявся на північну сторону Айгера в парі з Джоном Сільвестром[8]. Згодом він брав участь у багатьох експедиціях, в тому числі в тих, хто здійснив перші сходження на пік Лайла і Немека в Пакистані, а також у кількох експедиціях на Кордильєри Дарвіна в Чилі. У 2007 році Єйтс був гідом для двох ісландських альпіністів під час їхньої успішної спроби піднятися на Ама Даблам (6 812 метрів) в регіоні Кхумбу в Непалі, на південь від масиву Еверест, і про цю експедицію було знято фільм «Ама Даблам: По той бік порожнечі». У липні 2009 року Єйтс успішно провів групу з чотирьох клієнтів на вершину піка Леніна (7134 м). У вересні 2010 року Єйтс планував повернутися на Кордильєри Уайхуаш через 25 років після сходження з Сімпсоном, щоб привести групу туристів до базового табору Сіула-Ѓранде і до оглядового майданчика на Серро-Белла-Віста, звідки видно стежку, якою Сімпсон проповз до безпечного місця.
Першою опублікованою роботою Єйтса був його внесок у книгу Джо Сімпсона «Дотик до порожнечі»; приблизно 15 % цієї книги написані Єйтсом. Згодом він написав три автобіографічні книги про альпінізм. Перша, «Проти стіни», розповідає про експедицію з проходження нового маршруту на Центральному Торрес-дель-Пейні в чилійській Патагонії та увійшла до короткого списку премії Бордмена Таскера за літературу про гори. У книзі детально описано, як саме це сходження змусило Єйтса переоцінити пріоритети в його житті як альпініста. У «Полум'ї пригод» описано низку альпіністських експедицій по всьому світу. Його остання книга, «Дика природа», описує експедиції на Кордильєри Дарвіна в Вогняній Землі, хребти Врангеля-Сент-Еліас на кордоні Аляски та Юкону, а також у східній Гренландії.

## Особисте життя
Єйтс народився в Крофті, графство Лестершир, Англія, і навчався в Луттервортській гімназії. У 1980-х роках він переїхав до Шеффілда, щоб здобути ступінь з біохімії в Шеффілдському університеті. Після закінчення навчання Єйтс зосередився на альпінізмі та займався промисловим альпінізмом, щоб забезпечити себе фінансово.
Зараз Єйтс живе в Камбрії (північний захід Англії) з дружиною Джейн Єйтс і двома дітьми Льюїсом і Мейзі Єйтс. Дружина і діти Єйтса супроводжували його в деяких з його пізніших експедицій.